# Суспільне надбання у 2017 році

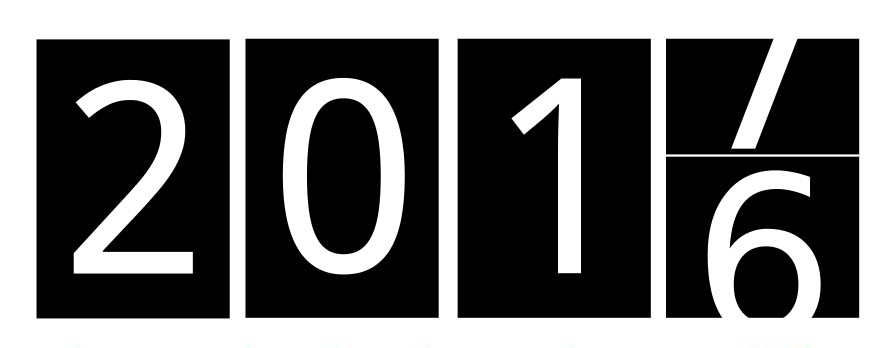

Коли захист авторських прав завершується, твори переходять у суспільне надбання. Нижче наведено список авторів, чиї твори переходять у суспільне надбання у 2017, оскільки минуло 70 років після їхньої смерті. Закони у країнах відрізняються. Список не є вичерпним.

## Суспільне надбання у Європі
За винятком Білорусі, робота переходить у суспільне надбання після 70 років від смерті автора, якщо робота була опублікована під час життя автора. Список включає значимі роботи автора, що перейдуть до суспільного надбання 1 січня 2017 року.
| Імена                                | Країна          | Нар.              | Пом.              | Посада                                  | Значимі роботи |
| ------------------------------------ | --------------- | ----------------- | ----------------- | --------------------------------------- | --- |
| Джузеппе Адамі                       | Італія          | 4 лютого 1878     | 12 жовтня 1946    | лібретист                               | Лібрето для трьох опер                                                                                               |
| Ерік Адамсонс                        | Латвія          | 22 червня 1907    | 28 лютого 1946    | письменник, поет, перекладач            | |
| Хендрик Адамсон                      | Естонія         | 6 жовтня 1891     | 7 березня 1946    | поет і педагог                          | |
| Александров Олександр Васильович     | Росія           | 23 квітня 1883    | 8 липня 1946      | композитор                              | |
| Армандо Августо Фрейре (Армандіньйо) | Португалія      | 11 жовтня 1891    | 21 грудня 1946    | гітарист (Фадо) та композитор           | |
| Луї Башельє                          | Франція         | 11 березня 1870   | 28 квітня 1946    | математик                               | |
| Герберт Бейкер                       | Велика Британія | 9 червня 1862     | 4 лютого 1946     | архітектор                              | |
| Гелен Баннермен                      | Велика Британія | 25 лютого 1862    | 3 жовтня 1946     | письменниця                             | «Історія малого чорного Самбо»                                                                                       |
| Ґренвілль Бенток                     | Велика Британія | 7 серпня 1868     | 16 жовтня 1946    | композитор                              | |
| Джеймс Бернард                       | Велика Британія | 11 квітня 1874    | 5 березня 1946    | оратор                                  | |
| Шарль Деспіо                         | Франція         | 4 листопада 1874  | 30 жовтня 1946    | скульптор                               | |
| Мануель де Фалья                     | Іспанія         | 23 листопада 1876 | 14 листопада 1946 | композитор                              | «Ночі в садах Іспанії», балет «Любов-чарівниця»                                                                      |
| Гергарт Гауптман                     | Німеччина       | 15 листопада 1862 | 6 червня 1946     | письменник, лауреат Нобелівської премії | «Ткачі», «Стрілочник Тіль»                                                                                           |
| Патті Гілл                           | США             | 27 березня 1868   | 25 травня 1946    | авторка пісень                          | «Happy Birthday to You» (із сестрою Мілдред Дж. Гілл)                                                                |
| Джон Мейнард Кейнс                   | Велика Британія | 5 червня 1883     | 21 квітня 1946    | економіст                               | «Трактат про гроші»                                                                                                  |
| Герман фон Кайзерлінг                | Німеччина       | 20 липня 1880     | 26 квітня 1946    | філософ                                 | |
| Отіс Адельберт Клайн                 | США             | 1 липня 1891      | 24 жовтня 1946    | літературний агент та науковий фантаст  | |
| Поль Ланжевен                        | Франція         | 21 січня 1872     | 19 грудня 1946    | фізик                                   | |
| Анрі Ле Фоконьє                      | Франція         | 1881              | 1946              | художник                                | |
| Юзеф Мехоффер                        | Польща          | 19 березня 1869   | 8 липня 1946      | художник і декоратор                    | |
| Адольф де Маєр                       | Франція         | 9 січня 1868      | 6 січня 1946      | фотограф                                | |
| Ласло Мохой-Надь                     | Угорщина        | 20 липня 1895     | 24 листопада 1946 | художник і фотограф                     | |
| Пол Неш                              | Велика Британія | 11 травня 1889    | 11 липня 1946     | художник/фотограф                       | |
| Фелікс Нововейський                  | Польща          | 7 лютого 1877     | 18 січня 1946     | композитор                              | «Клятва» (музика) |
| Деймон Раніон                        | США             | 4 жовтня 1880     | 10 грудня 1946    | письменник і журналіст                  | |
| Сокорнов Василь Никандрович          | Росія           | 27 лютого 1867    | 22 квітня 1946    | фотограф                                | |
| Леон Спілліарт                       | Бельгія         | 28 липня 1881     | 23 листопада 1946 | художник                                | |
| Гертруда Стайн                       | США             | 3 лютого 1874     | 27 липня 1946     | письменниця                             | «Автобіографія Аліси Б. Токлас», «Три життя»                                                                         |
| Гаррі фон Тілцер                     | США             | 8 липня 1872      | 10 січня 1946     | автор пісень                            | «Шаленості Зігфелда»                                                                                                 |
| Карел Томан                          | Чехія           | 25 лютого 1877    | 12 червня 1946    | поет і журналіст                        | |
| Фрона Юніс Вейт                      | США             | 19 серпня 1859    | 1946              | авторка і газетна репортерка            | «Вина і лози Каліфорнії» (англ. Wines and Vines of California)                                                       |
| Герберт Уеллс                        | США             | 21 вересня 1866   | 13 серпня 1946    | письменник                              | «Машина часу», «Війна світів»                                                                                        |
| Альфред Розенберг                    | Німеччина       | 1 грудня 1893     | 10 квітня 1946    | ідеолог німецького нацизму              | «Die Ukraine — in Knotenpunkt der Weltpolitik» (укр. «Україна — на перехресті світової політики»), «Міф XX століття» |

## Суспільне надбання у США
Федеральний закон США Copyright Term Extension Act означає, що жодна опублікована робота не перейде у суспільне надбання до 2019 року. За винятком лише тих опублікованих робіт, автори яких померли у 1946 році.

## Суспільне надбання в Україні
За законом про авторське право УРСР, що діяв до 1994, термін дії авторських прав становив 25 років після смерті автора. Наприкінці 1993 прийнятий новий закон (діяв з 1994 по середину 2001), який встановив термін дії в 50 років після смерті автора, причому твори, що потрапили в суспільне надбання за старим законом, залишалися вільними. У 2001 році термін копірайту подовжений до 70 років, окрім творів, що перейшли в суспільне надбання через те, що встиг закінчитися 50-річний термін за законом 1993 року. Твори, що потрапили в суспільне надбання через 25-річний термін, що був дійсним до 1993 року включно, були виключені із суспільного надбання[джерело?].
Вільними в Україні є твори, автори яких померли до 1951 року і до 2021 нові твори в суспільне надбання переходити не будуть.

### Список авторів
- Список на Вікіданих з авторів, що померли у 1946 році
- Authors by Year of Death - 1946. AuthorAndBookInfo.com.